# Всенародная партия Бутана
Всенародная партия Бутана (англ. All People's Party) — бутанская политическая партия. Существовала до 2007 года, лидером партии был бывший премьер-министр Бутана Джигме Йосер Тинлей.

## История
Всенародная партия Бутана была основана бутанским политиком Джигме Йосер Тинлеем. 25 июля 2007 года в результате её слияния с «Объединённой народной партией Бутана» была образована «Партия мира и процветания». Главой новой партии стал бывший глава Всенародной партии Джигме Йосер Тинлей.